# Syura Jadi
Syura Jadi is een bestuurslaag in het regentschap Bener Meriah van de provincie Atjeh, Indonesië. Syura Jadi telt 953 inwoners (volkstelling 2010).